# Ночь ужасов Николы Теслы
«Ночь у́жасов Ни́колы Те́слы» (англ. Nikola Tesla's Night of Terror) — четвёртая серия двенадцатого сезона британского научно-фантастического телесериала «Доктор Кто». Премьера состоялась на канале BBC One 19 января 2020 года. Сценарий написала Нина Метивье, режиссёром выступила Нида Манзур.
Главные роли исполнили Джоди Уиттакер (Тринадцатый Доктор), Брэдли Уолш (Грэм О’Брайен), Тосин Коул (Райан Синклер) и Мандип Гилл (Ясмин Хан).

## Синопсис
1903 год. Что-то не так с генератором Николы Теслы на краю Ниагарского водопада. Кто или что препятствует работе инакомыслящего изобретателя? Действительно ли он получил сообщение с Марса? И как вписывается в эти события его великий соперник Томас Эдисон? Доктор, Яс, Райан и Грэм должны объединить свои силы с одним из величайших умов в истории, чтобы спасти и его, и планету Земля.

## Сюжет
В 1903 году на краю Ниагарского водопада знаменитый учёный Никола Тесла безуспешно пытается привлечь инвесторов для своей беспроводной системы передачи энергии, поскольку она считается опасной. Допоздна проработав над починкой генератора, он натыкается на летающий светящийся шар. Чувствуя себя в опасности, он бежит, забрав шар, вместе со своей помощницей Дороти Скерритт, в то время как неизвестная фигура в плаще стреляет в них. Доктор прибывает вовремя, чтобы помочь им сбежать от фигуры на поезде, направляющемся в Нью-Йорк.
В Нью-Йорке проходят протесты против изобретений и лаборатории Теслы, подстрекаемые известным и уважаемым учёным Томасом Эдисоном. В лаборатории Теслы Доктор идентифицирует летающий шар как шар Тэссы, предназначенный для обмена знаниями, но кем-то переделанный по неизвестной причине. Обнаружив шпиона Эдисона, наблюдавшего за происходящим в лаборатории Теслы, Доктор, Грэм и Райан посещают мастерскую Эдисона, подозревая его в причастности к нападению на Теслу. Фигура в плаще прибывает в лабораторию Эдисона и убивает всех в мастерской, прежде чем преследовать Эдисона. Группа спасается и ловит одного из существ в химическом кольце огня, но он убегает с помощью транспорта. Доктор пытается предупредить Теслу и Яс в своей лаборатории, но их обоих берут в плен и переносят на невидимый инопланетный корабль над городом. Королева Скитра требует, чтобы пленники починили её корабль. Когда Тесла отказывается, королева угрожает убить Яс, но в тот же момент на корабле появляется Доктор, препятствуя королеве осуществить задуманное. Доктор узнаёт, что корабль скитра — это просто коллекция украденных частей от различных видов и что скитра просто используют других, чтобы они делали за них работу. Скитра выбрали Теслу в качестве своего «инженера», потому что он смог обнаружить их сигнал, пока работал над своей беспроводной энергетической системой.
Доктор переносит себя, Теслу и Яс обратно в лабораторию Уорденклиффа Теслы. Доктор требует от королевы уйти, но та отказывается, угрожая, что, если Тесла не будет отдан, она уничтожит Землю. В то время как Тесла и Доктор подключают ТАРДИС, чтобы помочь привести в действие башню Уорденклиффа Теслы, Грэм, Райан, Яс, Дороти и Эдисон защищаются от вторжения скорпионоподобных представителей расы скитра. Башня активируется, и электрические разряды пронзают корабль скитра, заставляя его покинуть Землю. Яс разочарована тем, что, несмотря на героизм Теслы, его репутация в будущем осталась неизменной, но Доктор напоминает ей, что однажды, пусть и уже после смерти, он получит признание за свои открытия.

## Производство
Эпизод написала Нина Метивье, прежде бывшая редактором текстов для одиннадцатого сезона «Доктор Кто» (2018).
Эпизод относится к третьему производственному блоку, включавшему в себя также эпизод «Беглец джудунов»; режиссёром обоих выступила Нида Манзур. Съёмки прошли в 2019 году. Декорации для Нью-Йорка 1903 года были расположены в Софии, Болгарии.

## Показ

### Выпуск
Серия вышла 19 января 2020 года.

### Рейтинги
В вечер премьеры эпизод просмотрели 4,04 миллионов зрителей, что сделало серию шестой самой просматриваемой программой того вечера в Соединённом Королевстве. Индекс оценки аудитории для этого эпизода составил 79. По всем британским каналам «Ночь ужасов Николы Теслы» получила 5,20 миллионов просмотров.

### Критика
Эпизод имеет рейтинг одобрения 89 % на Rotten Tomatoes и в среднем 7/10 на основе 18 отзывов.